# Blažtice
Blažtice (také Wlascziczie nebo Blaždice) je zaniklá vesnice, která se nacházela mezi obcemi Seč a Chlum na jižním Plzeňsku, nedaleko silnice I/20. Jméno vesnice se odvozuje od jména Blažek (= ves lidí Blažkových).

## Historie
První písemná zmínka je z roku 1379, kdy náležela dvěma vladykům a část patřila nedaleké obci Seč. V druhé půlce 15. století jsou připomínáni vladykové z Blažtice, ve 20. letech 16. století vladykové Žitinští z Blažtice. Tyto informace jsou v některých zdrojích interpretovány jako přítomnost tvrze v této vsi, což ale dosud nebylo jednoznačně potvrzeno. V roce 1489 vypukl spor mezi majiteli této vesnice a plzeňskými měšťany o pozemky v okolí. V písemných záznamech z roku 1545 je pak již ves připomínána jako pustá a je prodána rodem Nebílovských z Netunic Trylclarům z Tryclar.
Zdrojem vody byla pravděpodobně soustava rybníčků na Únětickém potoce, které se dochovaly dodnes. Podle jiných zdrojů se však vesnice nenacházela severozápadně od obce Seč, ale na východ, na úpatí vrchu Dubí.

## Významné osobnosti
- Vilém Výšek z Blažtice – pražský konšel[5]
- Jan Žitínský z Blažtice[2]
- Žitínští z Blažtice[6] – vladycký rod s rakem v erbu[7]